# Варен-ан-Аргон
Варе́н-ан-Арго́н (также Варе́нн, фр. Varennes-en-Argonne), город во французской Лотарингии с населением в 691 человек.

## География
Варенн расположен на реке Эре, рядом с Аргонским лесом — в километре к востоку от него. Около города в лесу начинается заросшее деревьями ущелье Ла-Шалад (Lachalade) или Шалад (Chalade), противоположным своим концом — западным — выходящее к городу Вьен-ле-Шато (фр.), что в 10 км от Варенна по другую сторону леса. В 2 км с северо-востоку от Варенна расположен город Монбленвиль (фр.), в 2,5 км к югу — Бурёй (фр.). Оба лежат на той же Эре, что и Варенн. В километре к востоку от города находится Шепи (фр.), за которым лежит лес Шепи, являющийся остатком некогда огромного Апремонского леса. В 2,5 км на север расположился Шарпантри (фр.). До Вердена от Варенна 24 км на восток, до Парижа — 190 км на запад.

## История

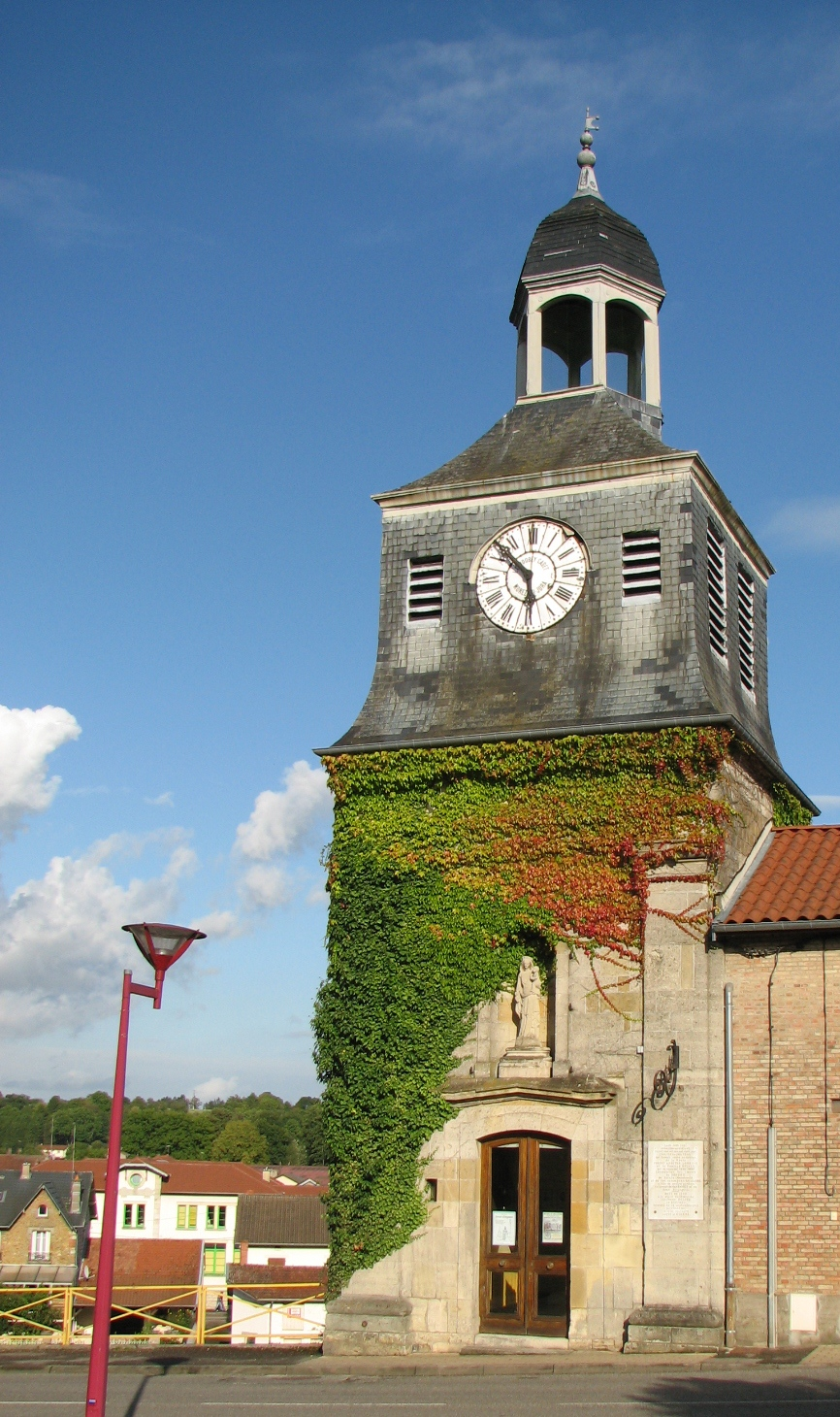
Башня с часами и памятной доской о Людовике XVI

### Арест Людовика XVI
Варенн известен событиями, произошедшими в июне 1791 года, когда в городе был задержан французский король Людовик XVI, пытавшийся бежать и препровождённый из Варенна обратно в Париж.
С 8 июня 1791 года в Варенне, во францисканском монастыре, расположился отряд лозенских гусар для встречи короля и дальнейшего сопровождения до Клермона, где его ждали гусары полковника де Дамаса, чтобы отвезти в Монмеди. Лозенские гусары исполнили службу скверно и к моменту приезда Людовика XVI их на входе в город с западной стороны не оказалось. Поэтому королевской карете, прибывшей в Варенн вечером 21 июня, пришлось остановиться, чтобы сопровождающие смогли выяснить обстановку.
Г-н де Префонтен, в дом которого постучали путники, сообщил о плохой службе гусар и о том, что они находятся в другой части города — за рекой. Пока дело прояснялось, в Варенн приехал Жан-Батист Друэ, почтмейстер из Сент-Менегу, узнавший короля ещё в своём родном городе — по изображению на монете в 50 ливров. Он прибыл вместе со своим товарищем Жаном Гийомом и предупредил местного комиссара (общественного прокурора) бакалейщика Жана-Батиста Соса (фр. Jean-Baptiste Sauce) о короле, после чего мост через реку перегородили, а национальная гвардия под командой Этьена Раде́ выдвинула к нему пушки. Сос, призвав на помощь посетителей кабачка «Золотая рука» (фр. Bras d’or), заставил короля и его спутников переместиться в свой дом. При этом ударили в набат.
Местный судья, до этого некоторое время живший в Версале, формально идентифицировал короля, и в Париж отправили гонца с сообщением для Национального собрания. Появившиеся лозенские гусары начали переходить на сторону прибывавшей толпы. Двое их офицеров — де Буйе-младший (фр. de Bouillé) и Рёриг (фр. Röhrig) — уехали за подмогой. В пять тридцать утра 22 июня к Варенну подошли поднятые этими офицерами 100 гусар из Дён-су-Мёза под командою Делона (фр. Charles-Georges Calixte Deslon), но из-за обилия народа не смогли войти в город. Делон предложил королю пробиться сквозь толпу с помощью оставшихся верными лозенских гусар, но тот отказался применять насилие и вознамерился ждать прихода де Буйе-старшего. Через два часа, в семь сорок пять, за королём приехали Ромёф и Байон, и в 8 часов увезли его в Париж. В 9 часов в Варенн прибыл Королевский Немецкий полк, который освободил арестованных народом гусарских офицеров.

### Первая мировая война

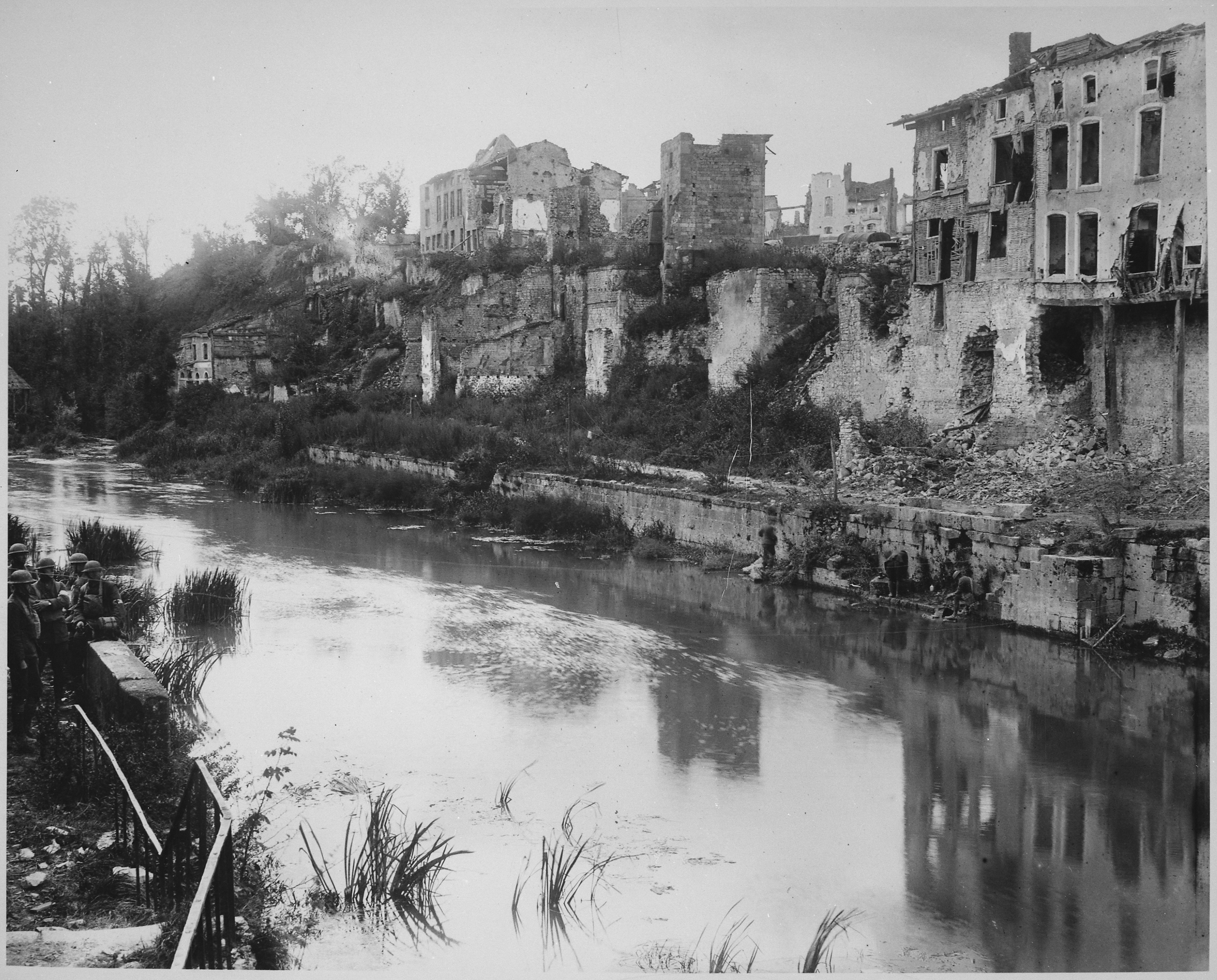
Руины Варенна, 1918 год.

В Первую мировую войну, в сентябре 1914 года, Варенн был занят германской армией, которая затем отступила после битвы на Марне, но удержала город. Варенн оказался в прифронтовой зоне и был за 4 года оккупации сильно разрушен французской артиллерией, но после войны восстановлен. Освобождён в ходе Стодневного наступления в 1918 году американскими войсками.

## Достопримечательности
- Мемориал Пенсильвании